# Lac du Laouzas
 (juin 2025).
Si vous disposez d'ouvrages ou d'articles de référence ou si vous connaissez des sites web de qualité traitant du thème abordé ici, merci de compléter l'article en donnant les références utiles à sa vérifiabilité et en les liant à la section « Notes et références ».
Le lac du Laouzas est un lac artificiel  sur le territoire des communes de Nages et Murat-sur-Vèbre dans le département du Tarn. Sa superficie est de 335 ha.

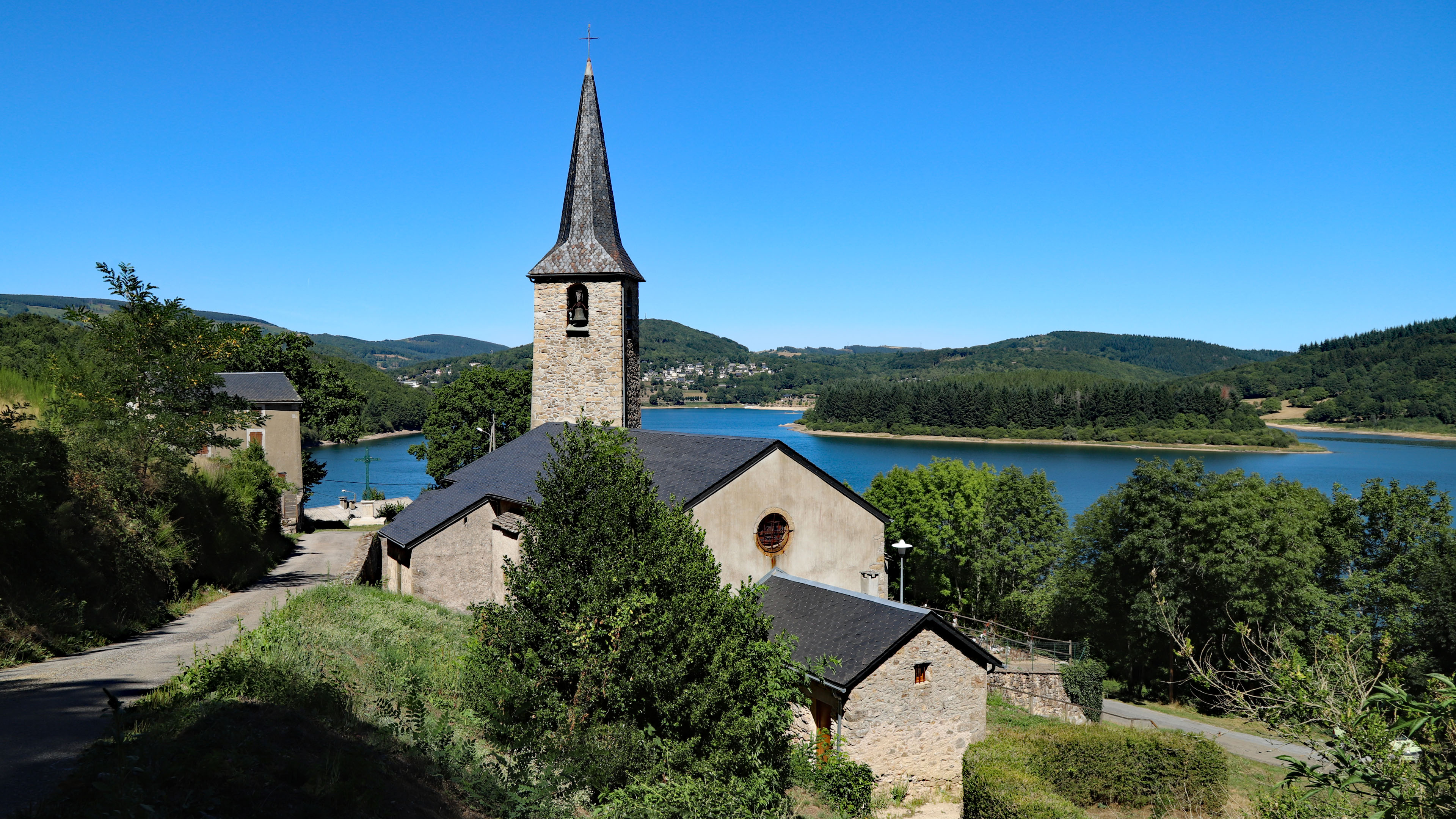
Villelongue

## Géographie
Le lac est situé à une altitude de 790 m, dans les monts de Lacaune dans la région Occitanie. Il est alimenté par la rivière Vèbre qui est un affluent de l'Agout, ainsi que ses affluents rive droite, dont le Viau, et les ruisseaux de Rieufrech, Ramières et Pradas.
Différents villages bordent le lac : Rieumontagné, Villelongue, Naujac et Peyroux.

## Histoire
Le barrage du Laouzas a été construit entre 1961 et 1965 par Électricité de France et permet de réguler le cours de la Vèbre.
Depuis, beaucoup de gens[réf. souhaitée] viennent y passer leur vacances en été et plusieurs campings ont ouvert autour de ce lac.

## Activités
Le tourisme s'est développé et différents centres de loisirs sont apparus à Rieumontagné. Les vacanciers apprécient particulièrement le calme, les paysages et les divers loisirs alliant découverte du patrimoine à la découverte de la faune et de la flore, sans oublier les activités sportives accessibles à tous les niveaux : randonnées, VTT...
Chaque deuxième mardi du mois d’août, le lac est en illuminé par un grand feux d'artifice organisé par le Comité des fêtes de Rieumontagné, gratuit et ouvert à tous.

## Galerie

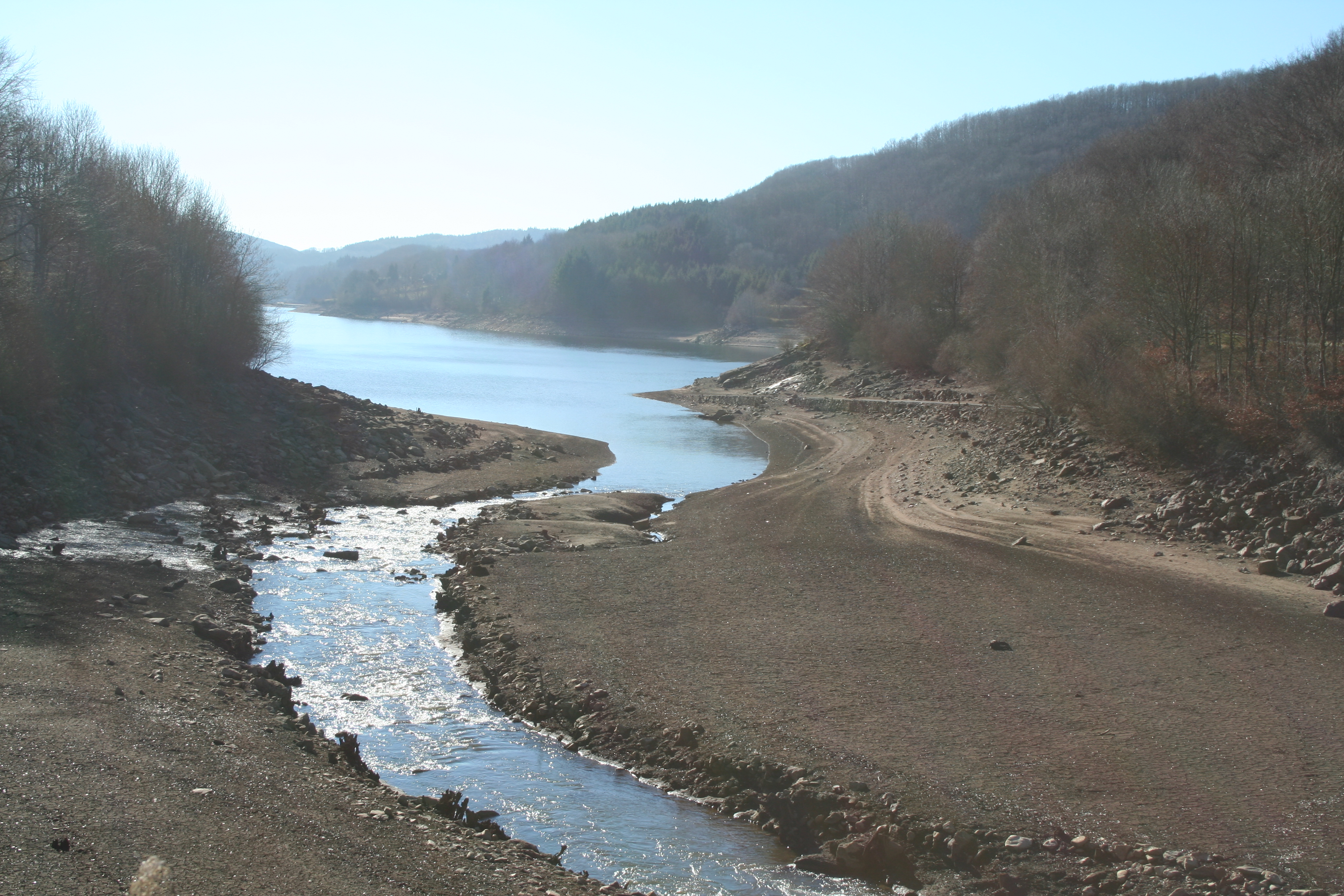
Le Viau à son débouché dans le lac.
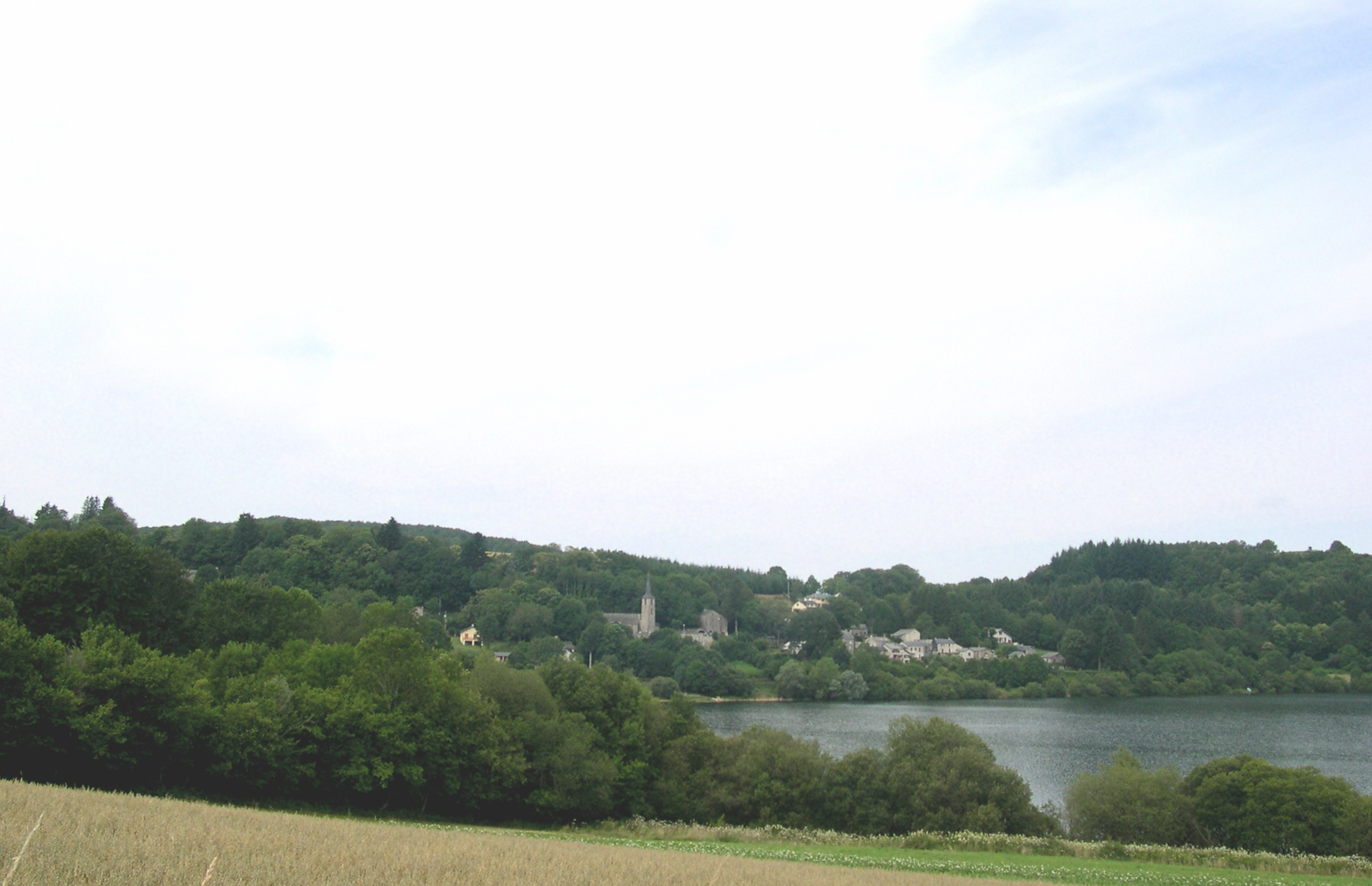
Vue sur Villelongue.
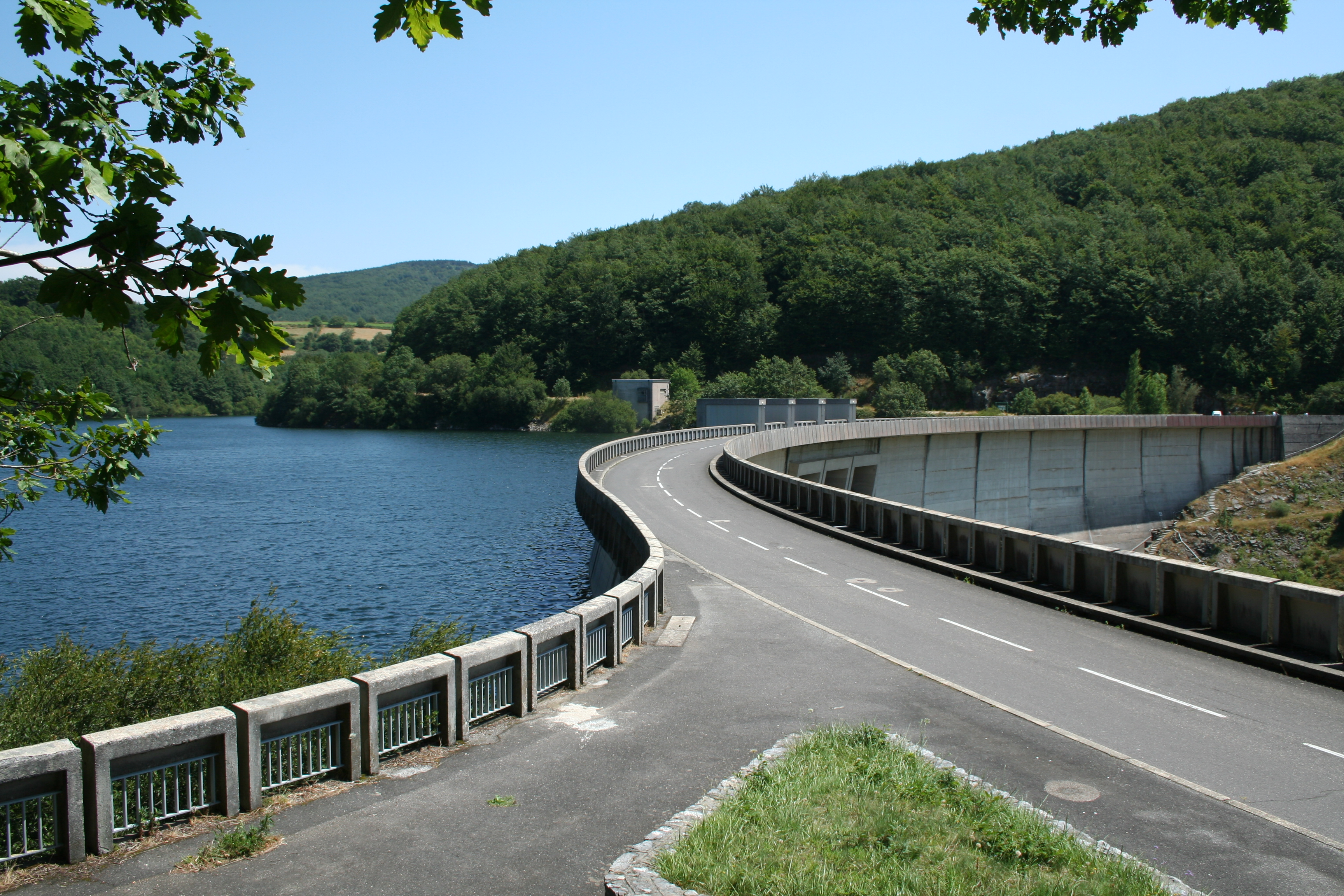
Barrage.
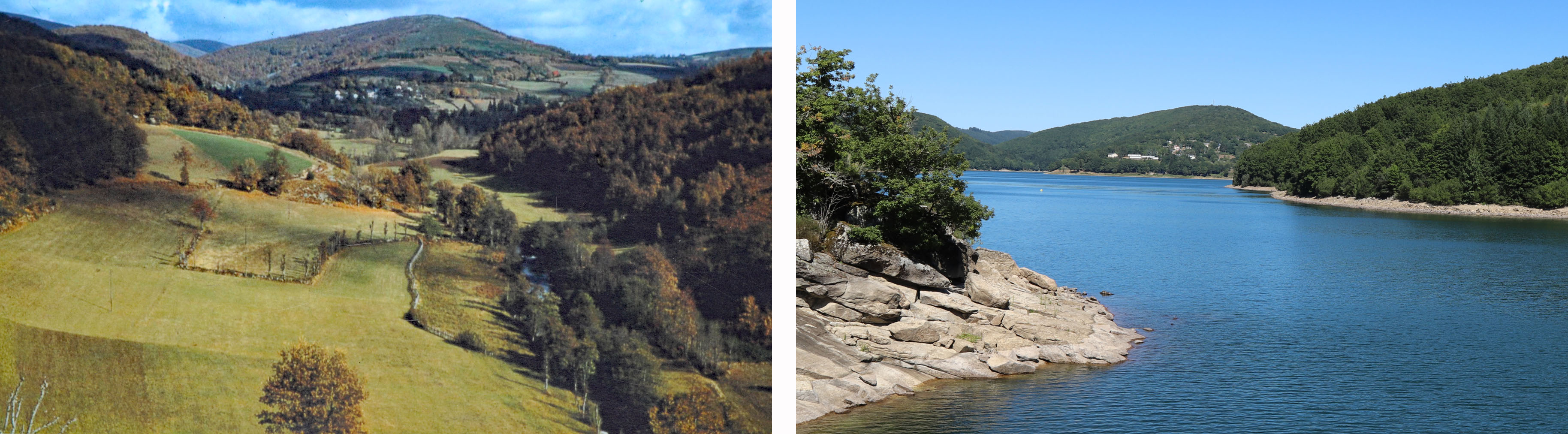
Avant après